# Abdesslam Benabdellah
Abdesslam Benabdellah (ur. 1 grudnia 1964 w Oranie) – były algierski piłkarz, występował na pozycji bramkarza. Był w kadrze drużyny narodowej m.in. na Puchar Narodów Afryki 1998 oraz 2000.